# Femminilità

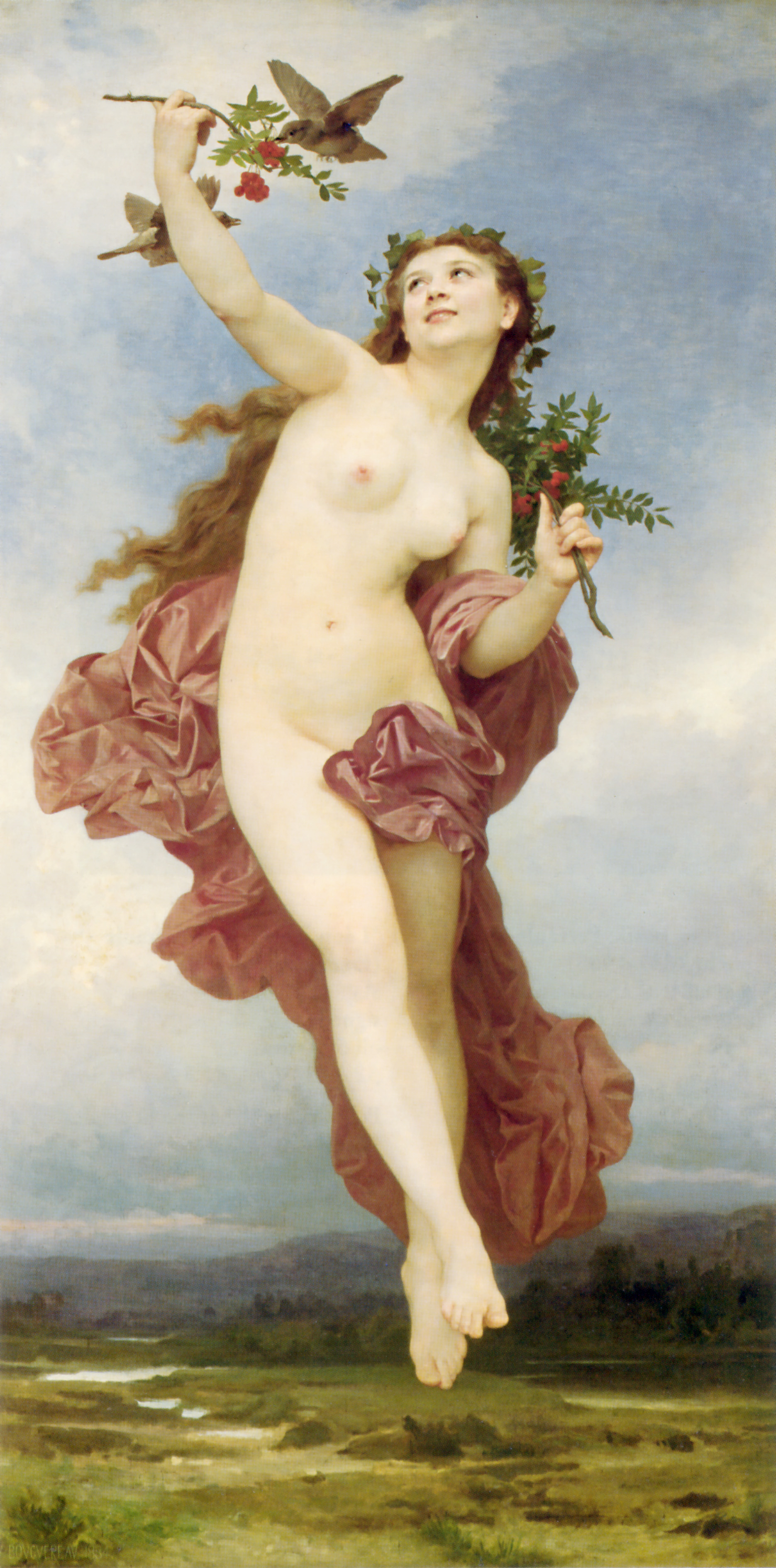
Associando l'immagine della donna e la sua bellezza ad altre idee attraverso allegorie: qui il Giorno, di Bouguereau (1884). Allontanandosi dal soggetto per considerazioni estetiche, l'associazione della maternità con l'idea della Madre-Patria si sostituisce alla rappresentazione dell'essere femminile

La femminilità (o il genere femminile) è un insieme di attributi, comportamenti e ruoli generalmente associati a donne e ragazze. La femminilità è costruita socialmente e culturalmente, anche se alcuni comportamenti considerati femminili, come indica la ricerca, sono biologicamente influenzati.  Fino a che punto la femminilità sia influenzata biologicamente o socialmente è oggetto di dibattito. Il genere femminile è distinto dalla definizione del sesso biologico femminile, poiché sia i maschi che le femmine possono esibire caratteristiche femminili.
Le caratteristiche tradizionalmente, culturalmente e socialmente citate come femminili includono grazia, gentilezza, empatia, umiltà e sensibilità, anche se le caratteristiche associate alla femminilità variano tra società e individui, e sono influenzati da una varietà di fattori sociali e culturali.

## La visione della femminilità nella storia
La posizione bipede dell'Homo habilis ha provocato una serie di cambiamenti anatomici nel genere Homo quali la riduzione del bacino e, di conseguenza, del diametro del canale del parto nelle femmine. Questo portò ad una gestazione più breve per contenere le dimensioni del neonato; di conseguenza dopo il parto fu necessario molto più tempo per lo sviluppo e la crescita dei nuovi nati che, non avendo terminato l'accrescimento, erano incapaci di sopravvivenza autonoma. È la madre che li nutre allattandoli, che li cura e li educa: ciò spiega gli inizi paleontologici del culto della figura materna, dove la femminilità è associata alla potenza generativa delle donne, cioè alla maternità (dunque alla fertilità, alla gestazione e all'allattamento) e al suo ruolo determinante per la vita della prole.

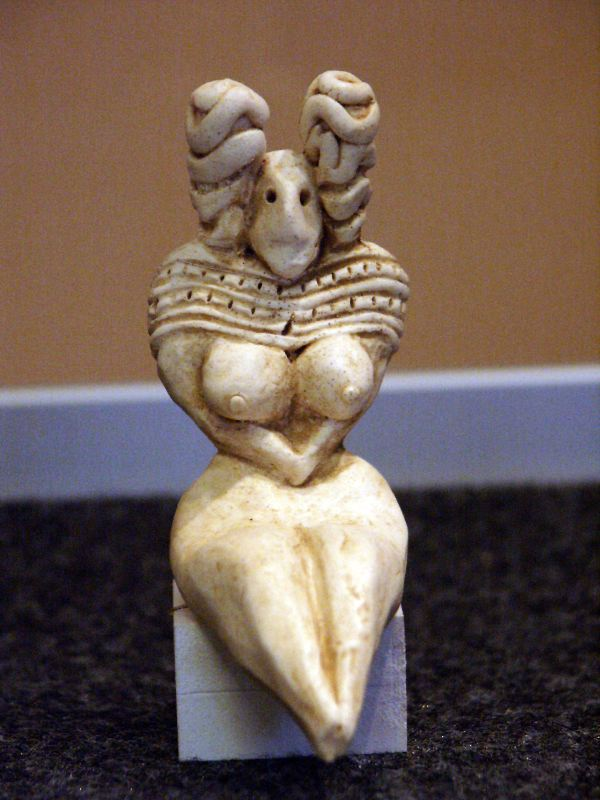
Figura femminile in terracotta di Mehrgarh, circa 3000 a.C. (Museo Barbier-Mueller). Fa parte della tradizione neolitica delle "veneri steatopige"; l'abbondanza di seni e fianchi di questa figura suggerisce legami con la fertilità e la procreazione.

Nella società dell'homo sapiens nomade, si sviluppa il culto totemico verso le strutture anatomiche dedicate alla procreazione: il culto verso l'utero (oggetto di culto per la sua capacità di trattenere il feto e la sua nascita) e il culto fallico (considerato come "depositario della vita").  Nella società sedentaria dopo la transizione neolitica, si affermano diversi modelli sociali che coinvolgono i ruoli sociali di genere all'interno della comunità paleo-agricola. La divisione del lavoro è determinante nella costruzione dei ruoli di genere; le donne vengono assegnate a compiti di cura della casa e del villaggio, il che include la procreazione, ma anche la produzione del cibo con il lavoro nei campi. La nozione preistorica della fertilità e della capacità di procreazione materna di una donna è conservata e rappresentata come metafora della fertilità della Terra. La società matriarcale, organizzata attorno a riti di fecondità, cede lentamente il passo ad una società patriarcale, resa necessaria dalla produzione intensiva di cibo e dalla sua difesa. Secondo i seguaci della storicità del matriarcato, la figura della donna muta con il cambiamento della società e la femminilità viene legata sempre più a compiti con minore impatto fisico, mentre l'antropologia dei gruppi umani si organizzava attorno a guerrieri e capi militari.
Nella visione classica, la bellezza, la fertilità e l'amore sono attribuiti a divinità femminili come Afrodite, Venere, Iside, Hathor e Freia. Nella visione abramitica della genesi, la donna è percepita come il prodotto dell'uomo nel racconto di Adamo ed Eva, essendo l'uomo un'immagine identica di Dio e la donna un prodotto creato dall'uomo. In queste visioni si stabilisce un modello di genere che suggerisce la necessaria complementarità dell'uomo con la donna nella vita matrimoniale. All'interno della visione cristiana, l'idea della divinità familiare che divinizza il rapporto tra madre e figlio, riproducendo quello fra Iside e Horus, viene ripresa ed esemplificata con la figura di Maria e Gesù Cristo.
Nel Medioevo e nel Rinascimento le donne si identificano principalmente con le attività domestiche, anche se partecipano anche alla vita religiosa, alla monarchia e alla vita militare. La donna feudale era caratterizzata dalla devozione coniugale e dall'obbedienza al maschio (coniuge o padre di famiglia), di solito dedicata alle faccende domestiche come la cucina, il cucito, l'artigianato, la cura dei figli e il servizio al marito in materia di lavoro, se sposata. I conventi offrivano un'alternativa a quelle donne che non volevano una vita matrimoniale e avevano una vocazione religiosa. La Chiesa cattolica e il suo principio filosofico erano normalmente determinati da figure maschili, fino all'introduzione di figure femminili che influenzarono la filosofia religiosa come Caterina da Siena e Teresa d'Avila. Le donne svolgevano anche un ruolo politico come monarca o regina e a volte venivano rese partecipi delle attività militari a causa della loro devozione ai mariti,  o integrate nelle operazioni militari come donne guerriere, come nelle imprese militari di Giovanna d'Arco e Tamar di Georgia. La donna nel Medioevo viene anche associata al peccato e alla tentazione. Gli attributi femminili sono anche quelli del diavolo, della seduzione, della menzogna e dell'astuzia, che siano donne sposate o meno.

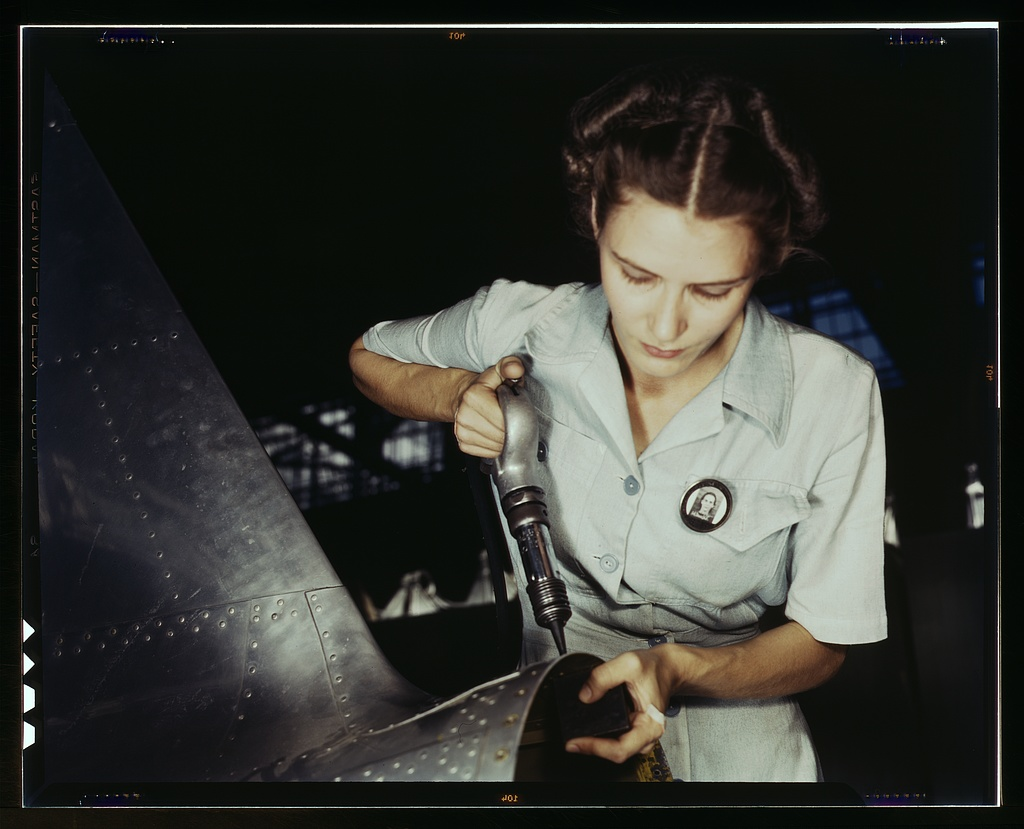
Il lavoro femminile durante la II guerra mondiale porta alla ribalta icone di donne indipendenti come Rosie the Riveter.

Nel XVIII secolo si cercò di introdurre l'uguaglianza di genere e un ruolo politicamente più attivo per le donne con la fallita riforma di Olympe de Gouges sulla Dichiarazione dei diritti della donna e della cittadina del 1791 e le rivendicazioni di Mary Wollstonecraft. Le donne hanno continuato ad assumere i compiti a loro riservati nei secoli precedenti di compagne subordinate alla figura maschile nella vita matrimoniale, per la diversa educazione e ruolo a loro riservato nella società, fino ai primi decenni del XX secolo.
Ciononostante, la prima ondata di femminismo nell'Ottocento solleva interrogativi sul concetto di femminilità e sulla figura della donna come proprietaria dello spazio domestico e compagna dell'uomo nella vita coniugale, oltre a vari stereotipi come la delicatezza, il raffinamento, e la totale dipendenza da un uomo. Viene raggiunta nel XIX secolo maggiore libertà sul lavoro, così come vengono passate alcune riforme giuridiche come la libertà di espressione e il suffragio femminile.
La femminilità mascolina, o l'effeminatezza, anche se socialmente condannata in Occidente, viene enfatizzata negli spettacoli di travestiti del teatro di varietà ottocentesco. Nello stesso secolo, emerge la figura del dandy effeminato, portatore di una moda maschile da tratti fortemente femminili che si ritaglierà un ruolo importante nella cultura popolare fino ai giorni nostri.
Nel XX secolo, le donne si distinguono per l'assunzione di un ruolo sociale più attivo in cui iniziano a svolgere attività attribuite socialmente agli uomini. Negli anni Venti emerge una nuova ideologia femminile sulla donna sessualmente attiva nota come flapper, che si dedica anche al sesso occasionale, che guida veicoli, consuma alcol e tabacco e indossa abiti leggeri, spesso identificati come audaci o osceni. Su questo modello, la figura della donna viene associata ad aspetti più trasgressivi ed attivi; la seconda ondata femminista ha promosso varie riforme sulla libertà sessuale, la libertà riproduttiva, il divorzio, l'equità del lavoro e l'introduzione delle donne nella vita politica attiva. Negli anni '60, la donna rappresenta ancora nella visione tradizionale un'icona interamente domestica di casalinga dedita all'educazione della prole. Con il diffondersi del divorzio e delle famiglie moni-genitoriali nella seconda metà del XX secolo, viene distrutta la nozione tradizionale di femminilità e la sua dipendenza coniugale. Dagli anni '70, la donna diventa un'identità stabile del reddito economico familiare; negli anni '90, la donna riesce ad avere in alcuni casi un reddito superiore a quello maschile, portando avanti la figura di donne dedite al lavoro e uomini impegnati nei compiti domestici. Da questo ruolo indipendente della donna nella società, nascono nuovi attributi femminili, spesso auto-imposti, che vanno di pari passo con la terza ondata femminista, caratterizzata dalla ricerca di riforme sociali incentrate principalmente su studi LGBT/queer, identificandosi con il femminismo lesbico.

### Attributi fisici femminili
Alcune caratteristiche fisiche femminili vengono descritte da alcune ricerche, in un contesto eterosessuale, come elementi centrali per sentirsi sedotti. Queste ricerche rilevano che molti uomini eterosessuali risultano attratti da una pelle liscia come quella dei bambini, occhi grandi e naso e mento piccolo, oltre al seno ed un certo rapporto vita/anche. Tuttavia esistono differenze culturali in queste preferenze fisiche. Tali studi sono stati talvolta considerati come prova che questi siano indicatori evoluzionari della fertilità femminile, ma si tratta di speculazioni non provate.
Gli attributi fisici femminili ritenuti dagli uomini attrattivi possono essere percepiti dalle donne come potenzialmente minacciosi per la loro abilità nell'attrarre un partner.
Il modo di vestire è stato usato come identificativo dell'identità di genere e della femminilità. Riflette gli attributi fisici o psicologici da mettere in evidenza in un determinato momento storico da una determinata società ed ha accompagnato le manifestazioni di femminilità nella storia. Nell'antica Persia, l'abbigliamento era generalmente unisex, anche se le donne indossavano veli e foulard. Nell'antica Grecia le donne indossavano l'himation; mentre nell'antica Roma le donne indossavano la palla, un mantello rettangolare, e il maphorion.

#### Modifiche del corpo e dell'aspetto
Ogni cultura ha sviluppato attribuiti propri associati all'idea di femminilità, che hanno portato all'uso di mezzi artificiali per metterli in valore da parte delle donne o imposti loro. 
- Seno: un seno ampio è considerato un segno di femminilità nella cultura occidentale. Tale segno di femminilità può essere acquisito artificialmente anche tramite chirurgia plastica (mastoplastica). La chirurgia permette di acquistare una figura ritenuta più attraente, modificando il corpo per identificarsi con un'immagine ideale percepita dalla società.[31]
- Lunghe ciglia e voci a tono alto possono essere considerati altri segni di femminilità nella cultura occidentale.[32][33] Di conseguenza, finte ciglia vengono apposte su quelle naturali per aumentarne la lunghezza.
- Corsetti: all'inizio del XX secolo, in Europa e negli Stati Uniti, le donne indossavano corsetti che ne limitavano i movimenti e causavano una serie di problemi di salute, tra cui mancanza di respiro, atrofia della muscolatura della schiena, e difficoltà nel parto. La vita sottile è sempre stata importante nella storia dell'attrazione erotica, in parte perché è una caratteristica tipicamente adolescenziale, e quindi è collegata con la verginità. Tuttavia la vita sottile dà anche idea di fragilità e di sottomissione. Fin dall'epoca greca si riteneva infatti che la colonna vertebrale non potesse reggersi se non con un'accurata fasciatura, e sappiamo che fino al secolo scorso nelle nostre campagne i neonati erano avvolti in bende strette, per raddrizzare la schiena e le gambe.
- Piedi piccoli: nella Cina imperiale, piedi artificialmente deformati tramite fasciatura (definiti loto d'oro) erano una caratteristica femminile altamente erotica e desiderabile, associata nel confucianesimo alla sottomissione caratteriale della donna[34].
- Tacchi alti: nella cultura occidentale moderna, la femminilità è spesso legata all'indossare calzature con tacchi alti. Il disagio associatovi è scontato dall'effetto visivo dell'allungamento delle gambe e il sollevamento delle natiche, al fine di rendere la figura della gambe più sottile, e d'accentuare la curvatura prominente dei glutei, cosa che fa risultare la figura femminile sessualmente ancor più attraente.
- Magrezza: diverse donne occidentali riducono l'assunzione di cibo nello sforzo di raggiungere l'idea di un corpo attrattivamente magro. Ciò può condurre in casi estremi a disturbi dell'alimentazione quali anoressia nervosa e bulimia. L'industria della moda è sovente criticata per il fatto di proporre un modello di magrezza irrealistica e insalubre.[35][36]
- Anelli da collo: in parti dell'Asia e dell'Africa (popolazioni Kayan), gli anelli al collo hanno un significato di femminilità, talvolta lasciando chi li indossa dipendenti dal proprio marito[37].
- Mutilazioni genitali femminili: in ampie parti dell'Africa subsahariana, la femminilità di una ragazza è tradizionalmente legata ad aver subito una dolorosa ed insalubre operazione di riduzione chirurgica degli organi sessuali esterni, denominata infibulazione.[38]

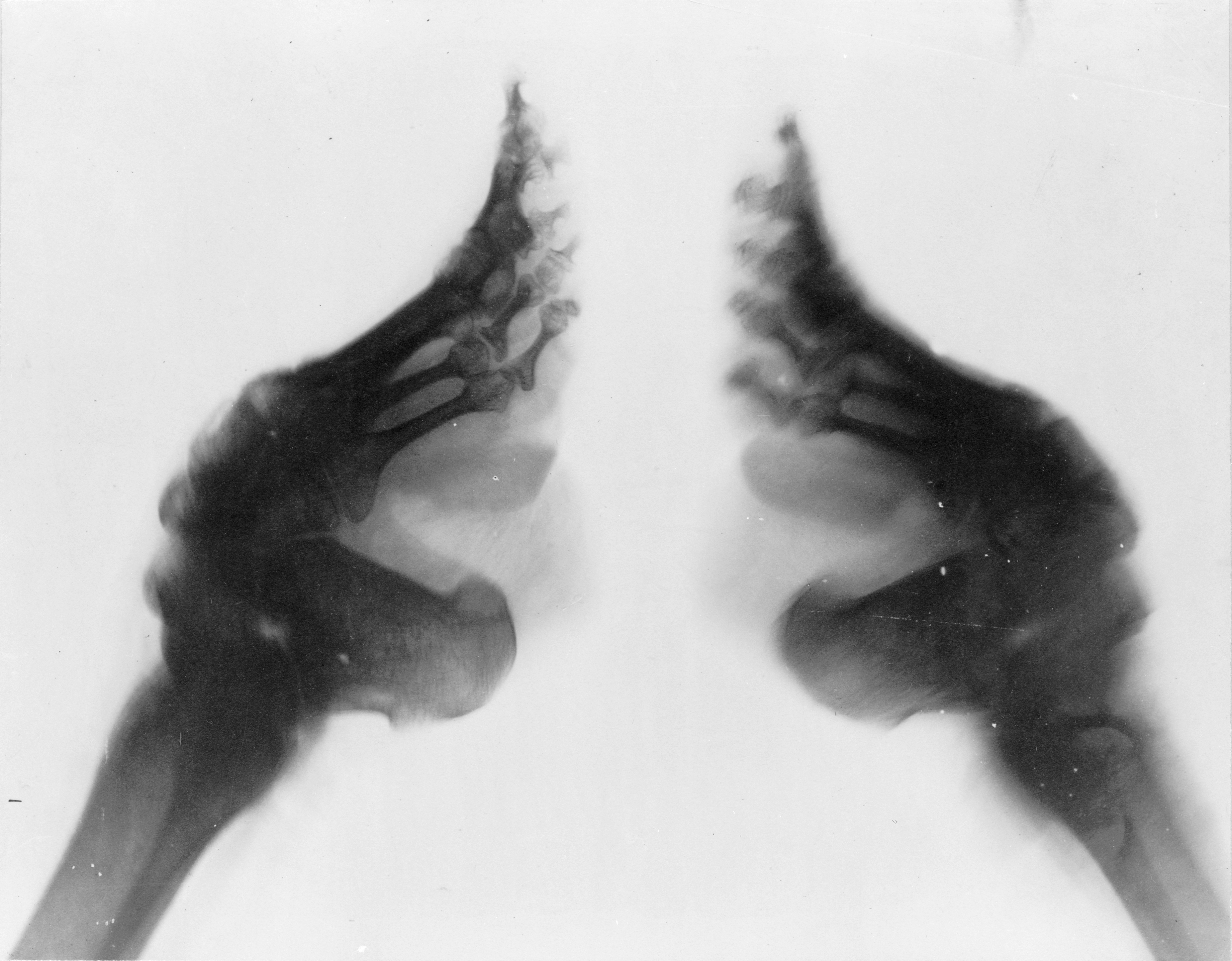
Radiografia di piedi loto d'oro (Cina)
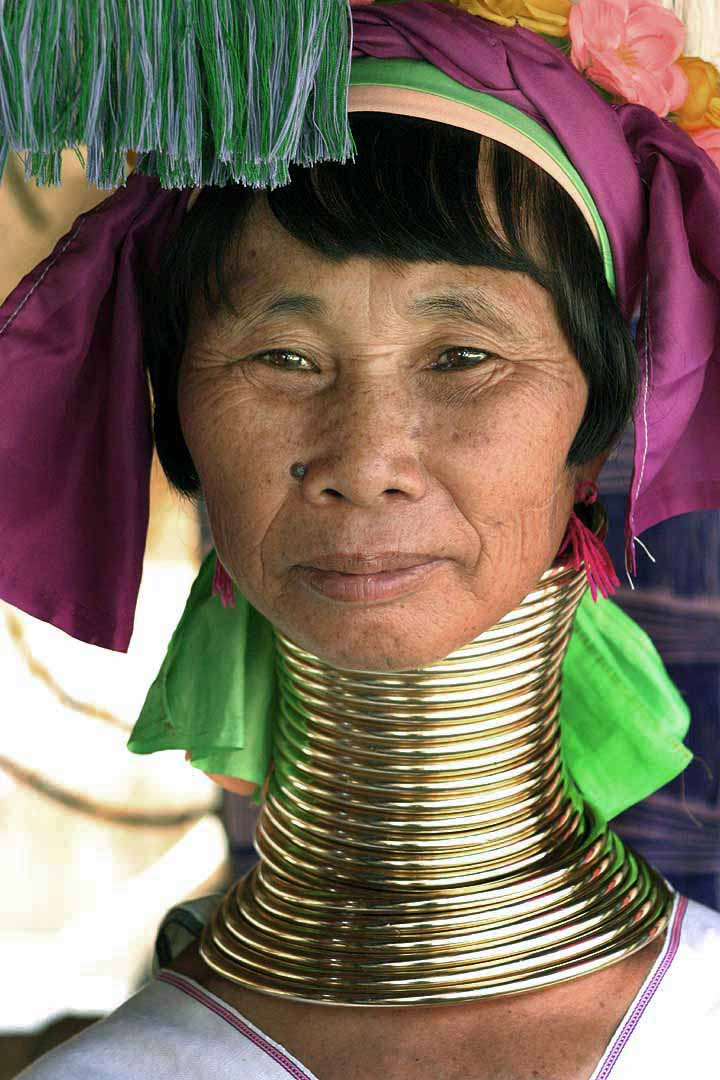
Donna Kayan
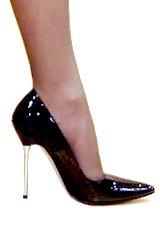
Tacchi alti
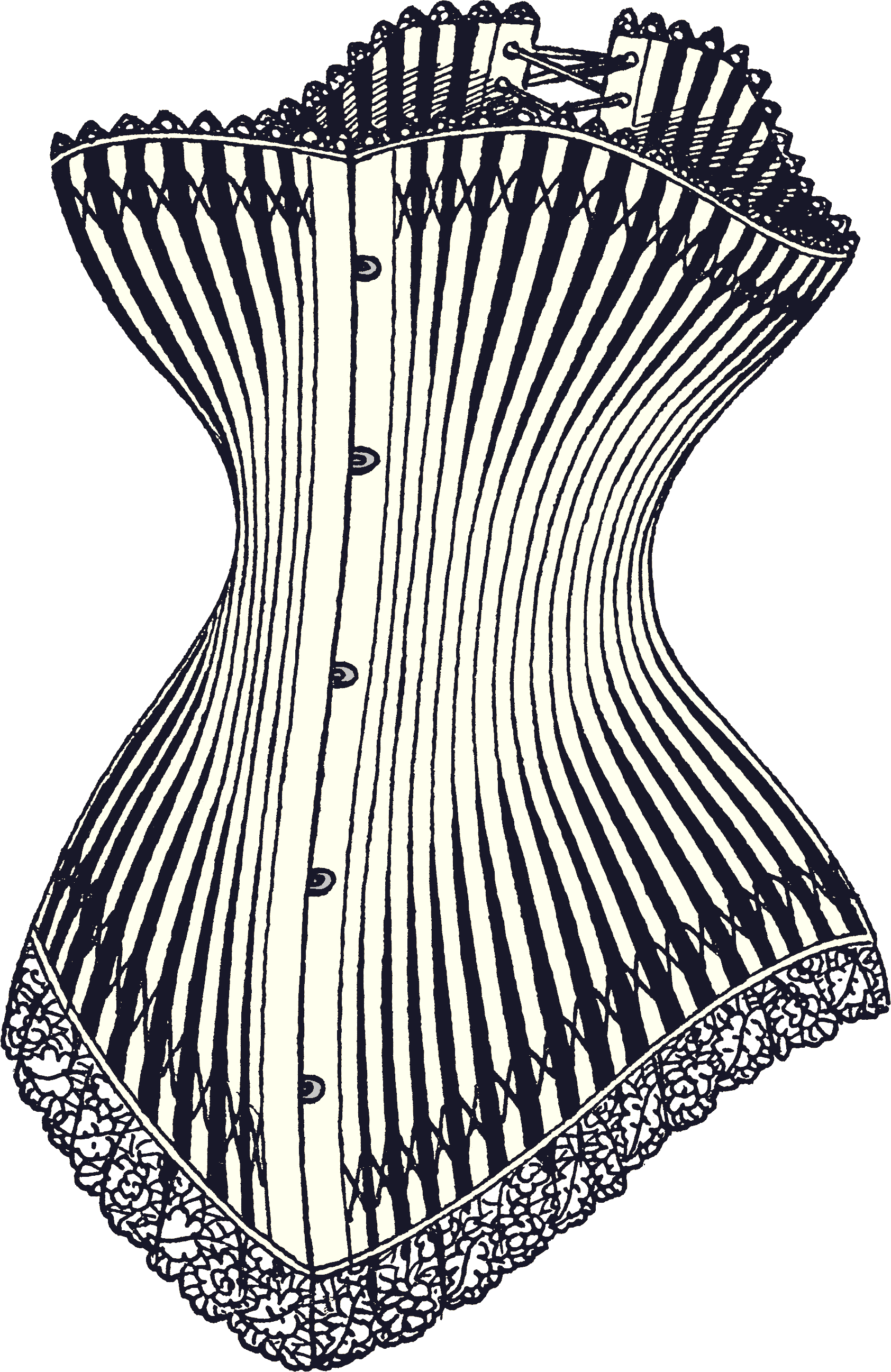
Corsetto

### Supposti attributi psichici femminili

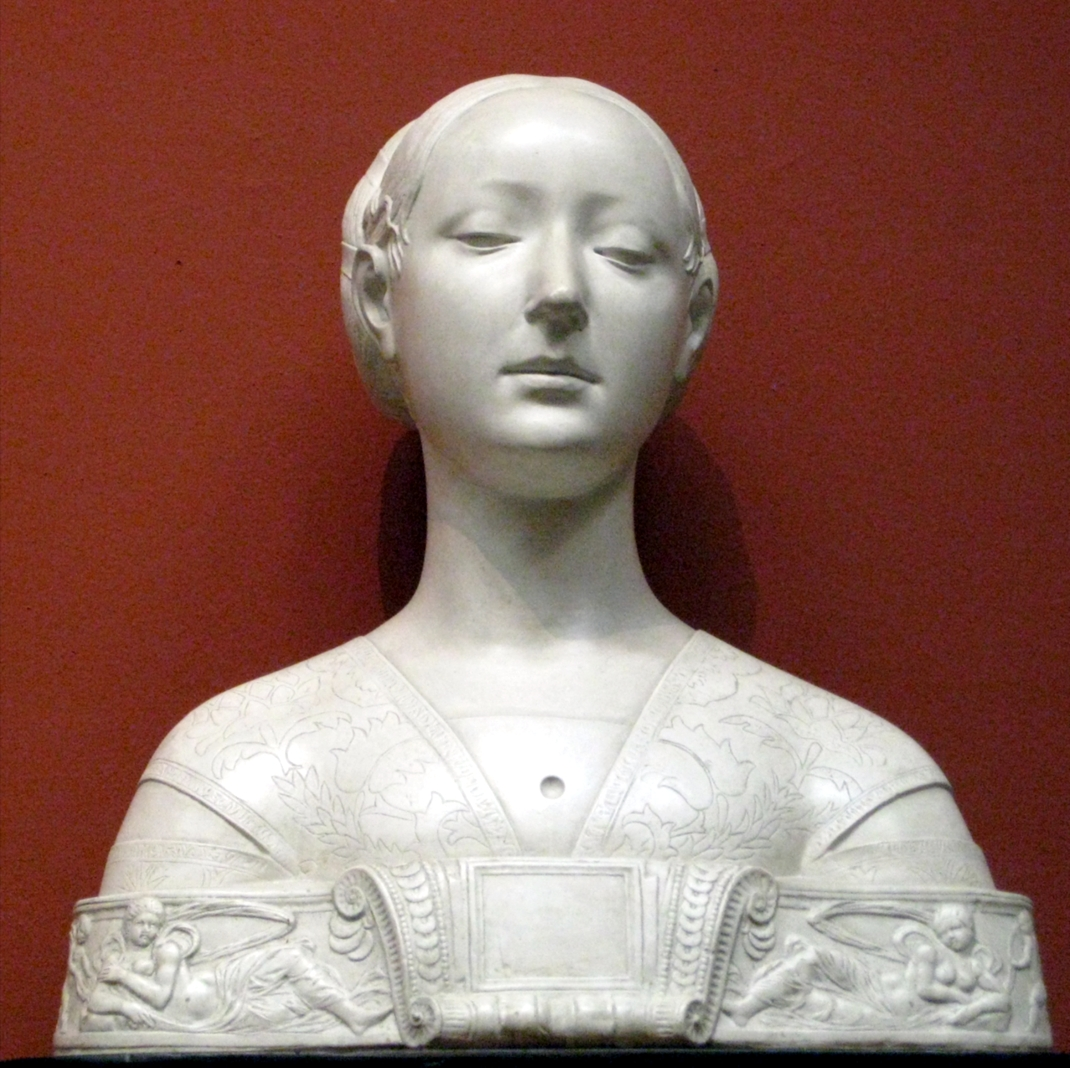
Busto femminile (F. Laurana, 1472)

Benché il comportamento maschile e femminile sia fortemente influenzato dall'educazione e dalla socializzazione di genere, alcuni tratti caratteriali vengono generalmente interpretati come specifici di uno dei due generi.
Questi tratti non sarebbero considerati esclusivi di un genere, ma "predominanti", e vengono spesso assimilati a caratteristiche psicologiche ipoteticamente determinate dalla differenza biologica relativa al processo di riproduzione. Gli attributi più specifici della donna sarebbero: l'accoglimento, la ricettività, l'altruismo, la tenerezza, l'empatia, la sensibilità, la delicatezza, la pazienza, la comprensione e la collaborazione.
Le qualità del femminile appaiono sovrapposte ad una sorta di "ideale materno": l'amore incondizionato, l'abnegazione, la fusionalità, la generosità, la tenerezza, la compassione.

#### Il mito dell'inferiorità femminile
La femminilità può mettere insieme una serie di tratti caratteristici (pudore, prudenza, dolcezza) con caratteristiche ad essi opposte (audacia, volontà di seduzione, crudeltà). Ciò porta spesso la femminilità ad essere associata all'idea di contraddizione.
Come la virilità, la femminilità ha i suoi difetti, concepiti come esagerazioni delle qualità (essendo tutti questi criteri definiti culturalmente, e non collegabili al genere biologico); la timidezza o debolezza di carattere può in certi casi condurre al rancore e alla cattiveria (la vendetta femminile può essere percepita come più terribile della vendetta dell'uomo), l'incostanza (nel comportamento, nei sentimenti e nei pensieri), la vanità di piacere, la superficialità, ecc.
Tali associazioni simboliche, secondo alcuni, si fondano sulla superiorità psichica dell'uomo. Altri considerano che provengano dal patriarcato, che avrebbe magnificato la virilità e imposto modestia alla femminilità. Tale riflessione è uno dei temi di lavoro di Michel Onfray a proposito di quella che denomina l'intersoggettività sessuata.
Quando la società denigra le qualità femminili, una donna non ha ragioni di apprezzarsi in quanto donna. Erica Jong scrive in Alcestis on the Poetry Circuit: "la migliore schiava non ha bisogno di essere battuta, ella si batte da sola".

### Femminilità maschile
Se espressi da persone di sesso maschile elementi di quella che, a seconda della cultura di appartenenza, viene definita femminilità sono quasi ovunque nel mondo considerati in maniera negativa in quanto non corrispondenti ai ruoli di genere e al binarismo sessuale. Ci sono però alcune eccezioni come ad esempio la figura delle Hijra in India 
Riguardo alla "femminilità" è pervasivo nella maggior parte delle culture lo stereotipo che gli uomini cisgender omosessuali tendano anche ad avere un alto grado di effeminatezza, nonostante le evidenze non confortino questa idea.

## Critiche al concetto di femminilità
La nozione tradizionale di femminilità è fortemente contestata. Già Simone de Beauvoir nel suo testo Il secondo sesso scriveva:
(Simone de Beauvoir)
Filosofe femministe, come Judith Butler e Simone de Beauvoir, indagano dalla fine degli anni '70 la femminilità e la mascolinità come caratteri essenzialmente costruiti o "recitati" attraverso un processo di costruzione sociale
. La seconda ondata femminista ha messo in avanti movimenti di rifiuto di quelli che considerano "standard costrittivi" di bellezza femminile, creati sulla base della subordinazione e l'oggettivazione delle donne, in seguito perpetuati e promossi della visione estetica delle donne stesse per motivi di competizione riproduttiva.
Il dibattito sulla misura in cui l'identità di genere e i comportamenti specifici di genere siano dovuti alla pressione sociale rispetto ai fattori biologici è aperto e oggetto di studio. Gli attributi psicologici legati alla mascolinità o alla femminilità appaiono nei primi tre anni d'età e sono dettati dall'interazione di fattori sociali (esposizione del bambino a stereotipi sul genere) con fattori biologici (esposizione dell'embrione agli ormoni). Altri fattori partecipanti alla definizione del genere nel bambino, e in seguito nell'adulto, sono di carattere evolutivo, genetico, epigenetico e ormonale.
Le caratteristiche considerate femminili variano da epoca a epoca e da cultura a cultura. Ad esempio, il colore rosa è nella cultura occidentale della fine del XX secolo e l'inizio del XXI chiaramente associato alla femminilità. All'inizio del Novecento invece, il rosa era il colore dei bambini perché una versione meno accesa del rosso, colore della guerra e quindi legato alla mascolinità. Di contro, l'azzurro era il colore per le bambine, dato che era il colore femminile per eccellenza, essendo quello del manto della Madonna.

## La femminilità nel pensiero religioso

### Ebraismo e Cristianesimo
Il magistero della Chiesa cattolica riconosce questa specificità, chiamandola “genio femminile”, e vede nella Madonna l'archetipo della femminilità.
Per definire la concezione tradizionale della femminilità può essere utile rintracciarla nella Bibbia. Nella concezione ebraica della creazione, sembra esserci nelle intenzioni di Dio Creatore il progetto di una perfetta simmetria tra l'uomo e la donna: “maschio e femmina li creò” (Gn 1, 27). Ma già l'asimmetria, che si produce tra i due ruoli in seguito al peccato originale (compiuto per primo dalla donna: Gn 3, 6), viene anticipata nell'Eden con il riconoscimento di un ruolo “strumentale” della donna rispetto all'uomo, essendo la donna riconosciuta come “aiuto” all'uomo: “Dio plasmò con la costola, che aveva tolta all'uomo, una donna e la condusse all'uomo” (Gn 2, 22), perché “non è bene che l'uomo sia solo: gli voglio fare un aiuto” (Gn 2, 18). Dopo il peccato le caratteristiche dell'uomo e della donna sono distinte: l'uomo deve lavorare con fatica per trarre i frutti dal suolo (“il suolo … Con dolore ne trarrai il cibo … con il sudore del tuo volto mangerai il pane”: Gn 3, 17-19), e, riguardo alla donna, Dio dice: “Moltiplicherò i tuoi dolori e le tue gravidanze, con dolore partorirai figli. Verso tuo marito sarà il tuo istinto, ma egli ti dominerà” (Gn 3, 16). Vengono qui riconosciute due caratteristiche fondamentali della femminilità, le quali si caratterizzano storicamente come costanti nella donna: la maternità, legata alla procreazione, e la tensione della donna a cercare la realizzazione di se stessa in un rapporto con l'uomo.
San Paolo ripete una concezione della donna che può sembrare considerarla inferiore all'uomo (per i suoi richiami all'opportunità che essa obbedisca e “sia sottomessa” al marito), ma nel contempo invita i mariti a “rispettare e ad amare” le proprie mogli.
La Chiesa, con la figura di Maria, Madre di Dio, esalta la donna e il carattere progenitore della femminilità, affermando e confermando la concezione tradizionale della donna così come storicamente affermatasi.

## La femminilità nel pensiero scientifico e culturale

### Letteratura e poesia

#### Stereotipi pubblicitari
Grazia, charme, eleganza, raffinatezza, eterna giovinezza (legata alla paura dell'invecchiamento), sofisticatezza, l'archetipo della madre di famiglia, della donna seduttrice, etc, sono alcuni dei temi portanti del marketing che si rivolge alla donna libera, in quanto consumatrice, di rivelare la sua femminilità. La pubblicità gioca anche sui tabù legati alle mode (peso e gola, libertà sessuale, ecc…), il che può essere visto meno come una liberazione della femminilità quanto come l'accettazione delle immagini ricevute, anche attraverso la loro inversione.

### Psicoanalisi
Nei suoi scritti, il filosofo austriaco Sigmund Freud parla di una "asimmetria" tra l'uomo e la donna; riguardo al mondo femminile, riconosce di non aver compreso "che cosa vuole una donna".
Jung, in Ricordi, sogni, riflessioni ricorda anche di tenere la testa sulla spalla della domestica, e tutto questo gli dava un senso di estraneo/familiare: questo tipo di donna contemporaneamente "estranea e nota" diventa una componente della sua anima, e simboleggia "l'essenza della femminilità".
Dopo Freud e Jung, tanti si sono occupati della femminilità, in particolare Melanie Klein, che ha rivoluzionato i modelli costruiti su questo problema. La femminilità viene ripresa anche dal punto di vista psicosessuale e cognitivo, come analizza Antonio Imbasciati nello studio di Klein e degli sviluppi neokleiniani, e la teoria protomentale. Imbasciati cerca anche di capire la "tipicità" femminile (con una diversa "organizzazione mentale") fin dai primi anni di vita, soprattutto nel suo rapporto con le varie aree corporee, in particolare con la vagina.
Secondo la terapeuta americana Maureen Murdock: "Se la psiche di una donna ha concepito sua madre in una maniera negativa o distruttrice, ella si separa dalla sua natura femminile positiva e ha molte difficoltà a recuperarla. Molte donne hanno trovato presso il loro padre il lato spontaneo, di cura e gioioso della femminilità. La natura della rottura madre/figlia dipende anche dalla maniera in cui una donna integra l'archetipo della Madre nella sua psiche e il punto di vista culturale sulla femminilità".